# ميقونة حلقية الثمار
ميقونة حلقية الثمار (الاسم العلمي:Mucuna cyclocarpa) هي نوع من النباتات تتبع جنس الميقونة من الفصيلة البقولية.